# Liste du patrimoine immobilier classé de Chaudfontaine
Cette page regroupe l'ensemble du patrimoine immobilier classé de la ville belge de Chaudfontaine.
| Objet | Année de construction / Architecte | Adresse                           | Section communale | Coordonnées                      | Numéro d’inventaire | Illustration |
| --- | ---------------------------------- | --------------------------------- | ----------------- | -------------------------------- | ------------------- | --- |
| Fontaine monumentale, dite les Belles Fontaines |                                    | Rue des Belles Fontaines          |                   | 50° 35′ 05″ nord, 5° 38′ 37″ est | 62022-CLT-0001-01   | Fontaine monumentale, dite les Belles Fontaines |
| Hêtre pourpre, avenue des Thermes, n° 138, situé dans la partie basse du parc de la villa affectée aux bureaux de l'Administration Communale de la localité |                                    | Avenue des Thermes n° 138         |                   | 50° 35′ 14″ nord, 5° 39′ 03″ est | 62022-CLT-0002-01   | Image manquanteTéléverser |
| Tulipier de Virginie |                                    |                                   |                   | 50° 35′ 15″ nord, 5° 39′ 07″ est | 62022-CLT-0003-01   | Image manquanteTéléverser |
| Maison, dite maison Sauveur (façades, pignons et toitures) |                                    | Rue des Belles Fontaines n° 138   |                   | 50° 35′ 08″ nord, 5° 38′ 29″ est | 62022-CLT-0004-01   | Maison, dite maison Sauveur (façades, pignons et toitures) |
| La tour du XVIIe siècle de l'église Saint-Jean à Beaufays |                                    | Beaufays                          |                   | 50° 33′ 44″ nord, 5° 38′ 59″ est | 62022-CLT-0005-01   | La tour du XVIIe siècle de l'église Saint-Jean à Beaufays |
| L'église St Jean à Beaufays |                                    | Beaufays                          |                   | 50° 33′ 44″ nord, 5° 38′ 59″ est | 62022-CLT-0006-01   | L'église St Jean à Beaufays |
| Ensemble formé par les Coteaux et les rochers du Bout du Monde |                                    |                                   |                   | 50° 34′ 51″ nord, 5° 36′ 19″ est | 62022-CLT-0007-01   | Image manquanteTéléverser |
| Ensemble formé par les Coteaux et les rochers du Bout du Monde: Extension de l'arrêté du 15/05/1964 |                                    |                                   |                   | 50° 34′ 50″ nord, 5° 36′ 09″ est | 62022-CLT-0008-01   | Image manquanteTéléverser |
| Colline de Chèvremont |                                    |                                   |                   | 50° 35′ 56″ nord, 5° 38′ 21″ est | 62022-CLT-0009-01   | Image manquanteTéléverser |
| Colline de Chêvremont: extension du site classé le 23/11/1976 |                                    |                                   |                   | 50° 35′ 56″ nord, 5° 38′ 22″ est | 62022-CLT-0010-01   | Image manquanteTéléverser |
| Certaines parties du prieuré : la totalité du corps de logis (y compris les décors intérieurs du XVIIIe siècle dans les 5 pièces du rez-de-chaussée) et de la tour qui le termine vers le sud; les façades et les toitures de la ferme et de la tourelle ronde située à l'entrée de celle-ci; le mur du cimetière bordant le chemin d'accès à l'église et les monuments qui y sont enclavés (M). |                                    |                                   |                   | 50° 33′ 45″ nord, 5° 39′ 00″ est | 62022-CLT-0013-01   | Image manquanteTéléverser |
| Extension de classement du site du Prieuré de Beaufays |                                    |                                   |                   | 50° 33′ 44″ nord, 5° 39′ 00″ est | 62022-CLT-0014-01   | Image manquanteTéléverser |
| Totalité de la chapelle Notre-Dame de Chèvremont |                                    |                                   |                   | 50° 35′ 50″ nord, 5° 38′ 20″ est | 62022-CLT-0016-01   | Totalité de la chapelle Notre-Dame de Chèvremont |
| La totalité des deux orifices du tunnel ferroviaire sur la ligne SNCB n° 6 entre les gares de Chaudfontaine et La Brouck ainsi que l'ensemble formé par ce tunnel et les terrains environnants. |                                    |                                   |                   | 50° 35′ 06″ nord, 5° 39′ 09″ est | 62022-CLT-0017-01   | Image manquanteTéléverser |
| Le Thier des Milords |                                    |                                   |                   | 50° 35′ 08″ nord, 5° 39′ 02″ est | 62022-CLT-0018-01   | Image manquanteTéléverser |
| Moulin de Curtius Les façades et toitures du bâtiment principal et du bâtiment annexe de la maison sise rue des Bruyères à Vaux-Sous-Chèvremont ainsi que le mur du bief le long des parcelles 312 et 314 |                                    | Vaux-Sous-Chèvremont              |                   | 50° 35′ 46″ nord, 5° 38′ 06″ est | 62022-CLT-0020-01   | Moulin de Curtius Les façades et toitures du bâtiment principal et du bâtiment annexe de la maison sise rue des Bruyères à Vaux-Sous-Chèvremont ainsi que le mur du bief le long des parcelles 312 et 314 |
| Deux chênes pédonculés et leurs abords (S) |                                    | Rue Alexis Curvers n° 18          |                   | 50° 35′ 37″ nord, 5° 36′ 39″ est | 62022-CLT-0022-01   | Image manquanteTéléverser |
| Les façades et les toitures (à l'exception de la façade donnant vers les quais), ainsi que la galerie d'accès à la gare de Chaudfontaine |                                    | Chaudfontaine                     |                   | 50° 35′ 13″ nord, 5° 38′ 38″ est | 62022-CLT-0025-01   | Les façades et les toitures (à l'exception de la façade donnant vers les quais), ainsi que la galerie d'accès à la gare de Chaudfontaine                                                                  |
| Allée de Tilleuls sise rue des Bruyères, n° 100 à Beaufays |                                    | Rue des Bruyères n° 100, Beaufays |                   | 50° 33′ 33″ nord, 5° 37′ 38″ est | 62022-CLT-0027-01   | Image manquanteTéléverser |